# Культура сірої розмальованої кераміки

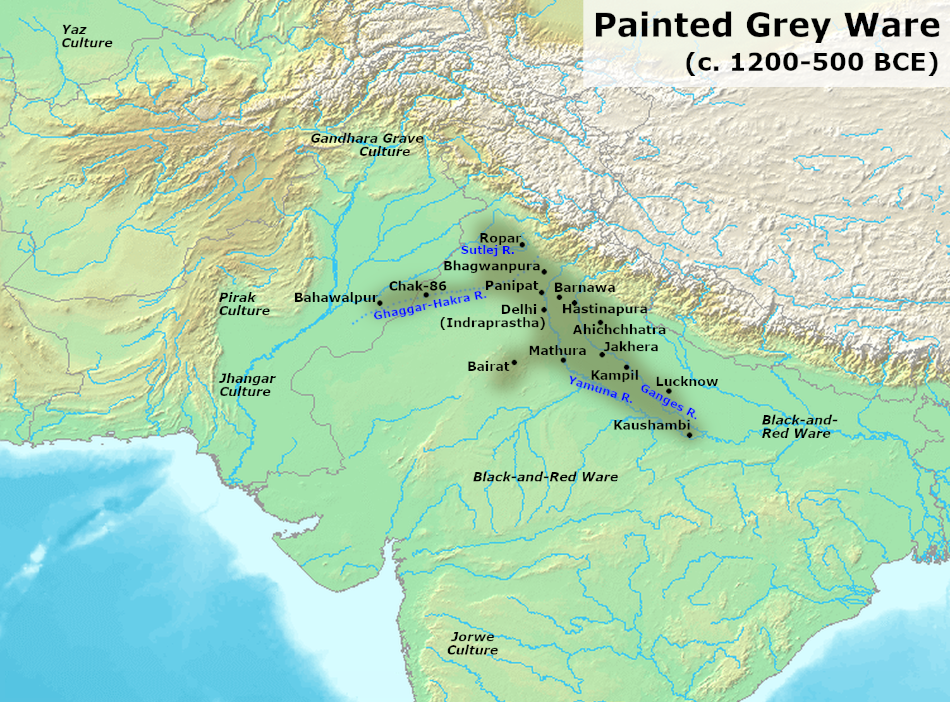
Карти деяких ділянок РСК.

Культура розмальованої сірої кераміки, РСК (англ. Painted Grey Ware culture, PGW)- це  археологічна культура залізної доби Гангської рівнини і долини річки Гхаггар-Хакра (англ. Ghaggar-Hakra), яка існувала приблизно від 1200 до н. е. до 600 року до нашої ери. Вона є сучасником і наступником культури чорної і червоної кераміки. Культура характеризується стилем витонченої кераміки з сірої глини, розфарбованої чорним геометричним орнаментом, пов'язана з сільськими і міськими населеними пунктами (але без великих міст, як у Харрапа), одомашненими конями, роботами по слоновій кістці і появою залізної металургії. 
Однак ці характеристики можуть змінитися, оскільки свіжі дослідження археологом Вінаєм Кумар Гуптою припускають, що Матхура був найбільшою ділянкою РСК з площею близько 375 гектарів. Серед найбільших ділянок також нещодавно розкопаний Ахічатра, з принаймні 40 га площі у часи РСК разом зі свідченнями початку будівництва укріплень, які доходять до шарів РСК. У Ахічатра нещодавно було ідентифіковано два періоди РСК, ранній — від 1500 до 800 р. до н. е., і пізній — від 800 до 400 р. до нашої ери. Поточна загальна кількість виявлених ділянок РСК становить більше ніж 1100.
Культура, ймовірно, відповідає середньому і пізньому Ведичному періоду, тобто державі Куру-Панчала, першій великій державі в Південній Азії після занепаду Індської цивілізації. Її змінила культура північної чорної лощеної кераміки у період близько 700—500 до н. е., яка асоціюється з розквітом великих держав Магаджанапада і імперії Маґадга.

## Огляд

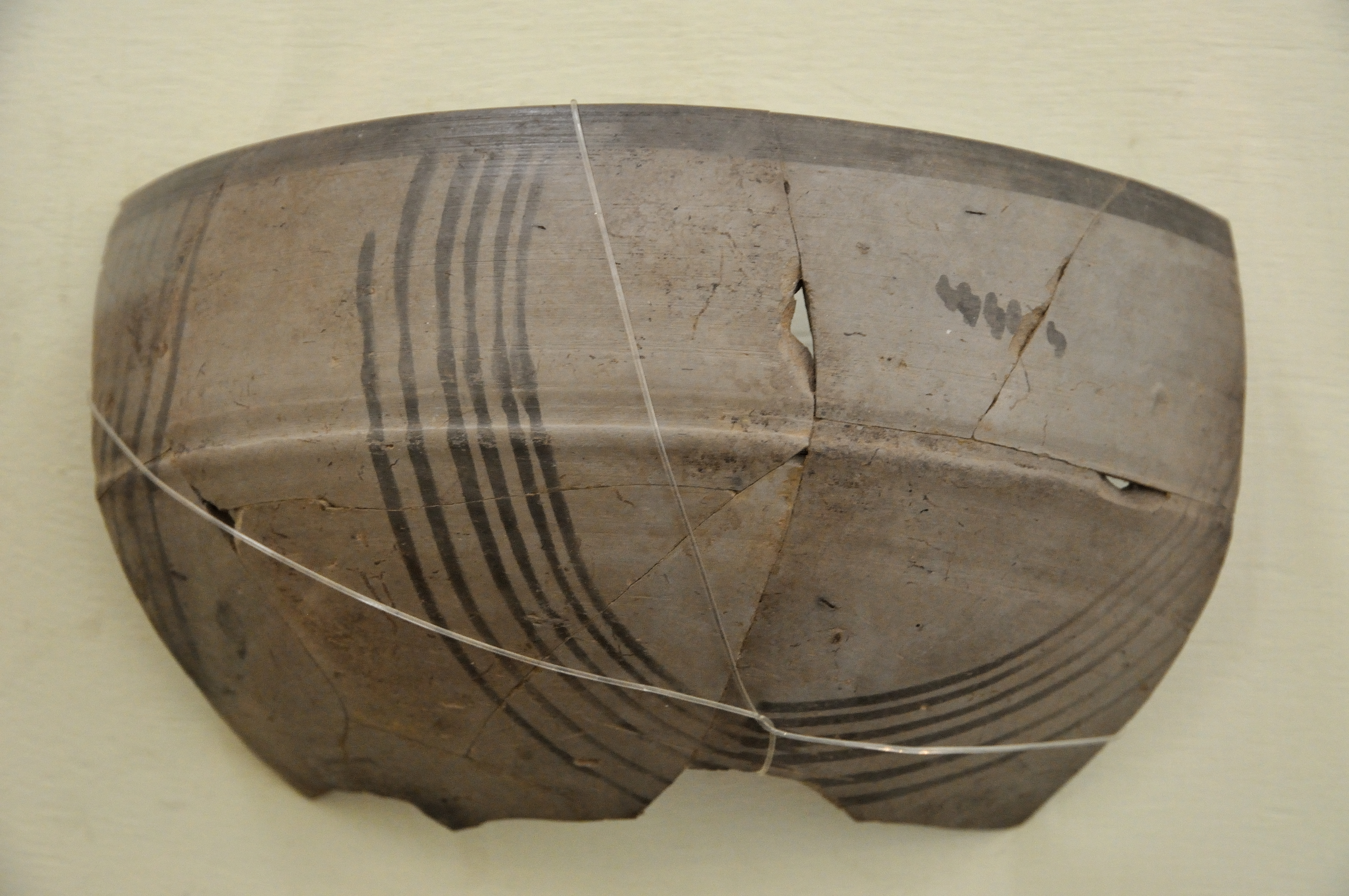
Розмальована сіра кераміка — Сонкх (Уттар-Прадеш) — 1000—600 до н. е. Урядовий Музей, Матхура

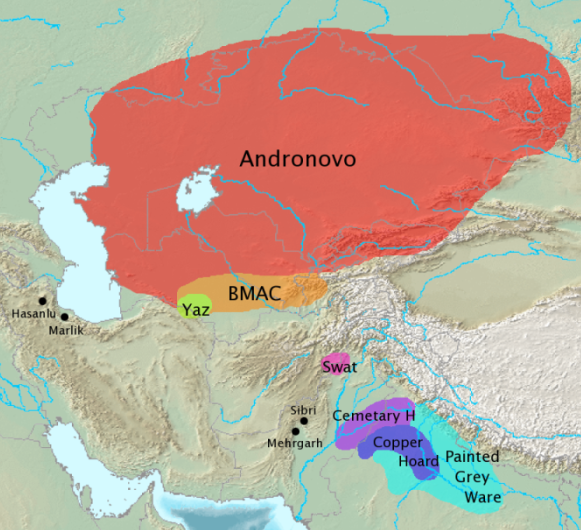
Археологічні культури, які пов'язують з індо-іранськими міграціями (згідно з «Encyclopedia of Indo-European Culture»). Культури Андроново, БМАК і Яз часто пов'язують з індо-іранськими міграціями. Гандхарська культура, культура кладовища H, культура мідного скарбу, культура РСК є кандидатами на культури, пов'язані з індо-арійською міграцією.

Культура РСК вирощувала рис, пшеницю і ячмінь, і одомашнила свійську худобу, овець, свиней і коней. Будинки будували за принципом мазанки, з грязі або цегли, різного розміру — від невеликих хатин до великих будинків з безліччю кімнат. Існувала чітка ієрархія поселень, з кількома центральними містами, що виділяються серед численних невеликих сіл. Деякі ділянки, в тому числі Джакхера в Уттар-Прадеш, демонструють «досить розвинуті, прото-міські чи напівміські етапи» цієї культури, з ознаками соціальної організації і торгівлі, в тому числі прикраси з золота, міді, слонової кістки, коштовного та напівкоштовного каміння, бункери для надлишків зерна, кам'яні ваги, бруковані вулички, водні канали і набережні.
Мистецтв і ремесла людей культури РСК представлені прикрасами (зробленими з теракоти, каменю, фаянсу та скла), фігурками людей і тварин (зробленими з теракоти), а також «різьбленими теракотовими дисками з декоративними краями і геометричними мотивами», які, ймовірно, мали "ритуальний сенс, " може були одним із символів божеств. У Бхагванпура в районі Курукшетрі Хар'яни, розкопки показали змішування між пізньою харапською культурою і культурою розмальованої сірої кераміки, великі будинки, які могли бути особняками еліти, і обпалену цеглу, яка могла використовуватись у ведичних вівтарях.
У 1950-х роках археолог Б. Б. Лал пов'язав поселення Хастинапура, Матхура, Ахічатра, Кампіля, Барнава, Курукшетра і інші ділянки культури РСКз періодом Махабхарати і аріями. Крім того, він зазначив, що «Махабхарата» згадує потоп, а у Хастинапурі було знайдено шар уламків і бруду від потопу. Разом з тим, Б. Б. Лал вважав свої теорії тимчасовими і складеними на основі обмеженого обсягу доказів, і згодом він переглянув свої висловлювання про характер цієї культури (Kenneth Kennedy, 1995). Б. Б. Лал підтвердив, що Махабхарата пов'язана ділянками РСК в недавній презентації на Міжнародному семінарі з «Махабхарати» 2012 року, який проводив «Драупаді Траст», де датував бл. 900 р. до н. е. для великої війни, про яку розповідається в Махабхараті.
Стиль кераміки цієї культури відрізняється від кераміки Іранського нагір'я і Афганістана (Bryant 2001). На деяких ділянках предмети культури РСК та Пізня Харапська кераміка датується одночасно. Археолог Джим Шеффер (1984:84-85) зазначив, що «на даний час археологічний літопис вказує на відсутність культурних розривів, що відокремлюють вироби РСК з корінної протоісторичної культури». Тим не менш, спадкоємність гончарних стилів можна пояснити тим фактом, що кераміку в основному виробляли корінні майстри навіть після індо-арійської міграції. За словами Чакрабарті (1968) та інших дослідників, витоки патернів існування (наприклад, використання рису) і більшості інших характеристик культури РСК слід шукати у Східній Індії або навіть Південно-Східній Азії.
Наприкінці періоду, багато з поселень РСК виросли у великі населені пункти та міста періоду культури північної чорної лощеної кераміки.
Нещодавно Кембриджський університет і Бенареський індуїстський університет проводили розкопки в Аламгірпурі недалеко від Делі, де зразок OxA-21882 показав каліброване радіовуглецеве датування періодом від 2136 р. до н. е. до 1948 р. до н. е. для шарів РСК, що перекриває зрілу Харапську фази на ділянці, що дає підстави припустити вік ранніх стадій культури РСК набагато старшими, ніж вважалося раніше. Підтвердження цього раннього початку РСК було отримано, коли команда Археологічного управління Індії на чолі з Б. Р. Мані і Винаєм Кумар Гуптою зібрали зразки деревного вугілля у Госна, ділянці в 6 км на схід від Матхура через річку Джамна, де два радіовуглецеві датування шарів РСК дали 2160 р. до н. е. і 2170 р. до н. е.

## Нотатки
1. ↑  Див.також Індо-арійська міграція (теорія)#Археологічні свідчення.